# Kuku Agami
Kuku Agami (født i 1977 i Hørsholm, Danmark) er en  hiphopper og rapper af afrikansk afstamning, og  er bror til Al Agami og Joseph Agami, der ligeledes er rappere. 
Han er statsløs flygtning under FNs beskyttelse og bor i Danmark. 
Hans far Agofe John Bart Onzima II Agami  er Agofe(konge) af Det Centralafrikanske kongedømme Lado, som i øjeblikket er et besat område fordelt på de tre omkring liggende lande, Uganda, Congo og Sydsudan.  Han måtte flygte fra Afrika og Idi Amin i 1975 og bosatte sig i Danmark sammen med sin kone, Kuku´s mor Sally Salome Yisa Agami og hans to ældre søskende Aleni(Al Agami) og Maturu.
Kuku Agami begyndte at rappe 1989 i gruppen QED (Quite Easily Done posse) som bestod af hans storebror, Joseph, og to ældre fætre, Agaba og Alege.
Nogle år senere ændre gruppen navn til Al Agami & The Agony Brothers. Gruppen har optrådt på Roskilde Festival og været support til CMW (Comptons Most Wanted), Das Efx&Redman og The Fugees koncerter i København.
Gruppen nåede også at turnere med Soon E Mc, et af Frankrigs største hiphop-navne i 1990'erne.
Kukus første optræden på plade var i 1993 på hans storebrors Grammyvindende album "Covert Operations", som udkom på på Mega Records.
Efter det kom Kuku ind på Københavs live-musikscene hvor han spillede med Clements Blue Corner, Pass the Butter, Yeah right og udgav plade som en del af det legendarisk Acid jazz band Organic Paste.
Han har medvirket i den danske voksen-dukkejulekalender Yallahrup Færgeby, hvor han lægger stemme til Pizzamanden og Tupac Shakur, hovedpersonen Alis idol. Derudover kan det nævnes, at han sang med Anna i 4. liveshow af X Factor 2010 med sangen "American Boy".